# Poli波力
《救援小英雄波力Poli》（韓語：로보카 폴리）是由Roi Visual所製作的韓國動畫片。於2011年在韓國EBS TV開播，已播出6季(包括兒歌博物館)(台灣將前2季合併為第一季,後2季合併為第二季)，共計130個11分鐘的集數，26個5分鐘的集數。從2012年5月16日起，在東森幼幼台中播出，香港ViuTV在2019年2月6日起播放及網上提供重溫。透過具有教育寓意的故事，教導兒童學習正確安全常識與注意事項，是家長最放心讓孩子觀看的卡通之一。

## 故事簡介
布姆鎮裡住了許多居民與交通工具，雖然他們會和諧相處，但他們經常發生許多意外。為了保護大家的安全，英勇的救援小隊將同心協力、克服困難與危險以幫助布姆鎮的朋友們！ 

## 登場角色

### 救援小隊成員
波力（配音員：日：佐藤拓也（第1-3季）→荻原秀樹（第4季）／台：王辰驊／港：杜景煜）
救援小隊裡的藍色警車，男性。性格開朗友善且富有正義感。在救援小隊裡常常扮演領頭羊的角色，會為救援小隊計畫各種行動及分配工作。
是速度最快的角色，每次與其他救援小隊成員競速時總能勝出。因此競速也成了他最大的興趣。
個性十分勇敢，常常挑戰一些具有極高危險性的救援行動，例如從橋的一端跳到另一端、跳過停車場周圍的圍欄進到停車場內、從很高的懸崖上跳下去、站到高處吸引閃電。
然而和勇敢的個性極為矛盾的是，他十分害怕毛毛蟲，曾試圖隱匿這個秘密，不願讓其他救援小隊成員知道，但最終還是被人識破，而在其他救援小隊成員的鼓勵之下，才逐漸克服恐懼。
安寶（配音員：日：新山千春／台：柯萱如／港：程文意）
救援小隊裡的粉紅色救護車，女性（和米妮為所有陸上交通工具中僅有的兩位女性）。個性溫柔貼心，較能體會他人的情緒，樂於關懷他人，也常常說出一些帶有感情的話。
做為一個救護車，主要工作為對受傷的人進行照護，並修理受損的交通工具。
擁有一個常用的救援道具——安全氣墊，可以保護從高處落下來的人或車免於受傷。
似乎對音樂有較深的專業，曾兩度擔任合唱團的指揮。
很有耐性，曾經辛勤的練習攀岩，即使過程頻頻失誤也依然持之以恆，最後終於練成。
羅伊（配音員：日：小野塚貴志／台：李勇／港：黃子麟）
救援小隊裡的紅色消防車，男性。是最強壯的成員，主要工作為安全設備檢查以及滅火。和波力的關係很好，兩人常一起完成一些粗重的工作，如搬動石頭、搬動木材。
擁有許多裝備能協助救援小隊進行救援，例如鉤繩、雲梯、消防水帶。
是班尼的偶像，也對於本尼致力於效仿他的救援技術感到敬佩，因此給予他指導和鼓勵。
曾經因為操勞過度而導致手受傷。
赫利（配音員：日：牧口真幸／台：張乃文／港：何芷心）
救援小隊裡的綠色直升機，男性。個性開朗，有些孩子氣，很固執自我且做事魯莽，因此常常跟琴吵架，也經常給救援小隊惹出麻煩來，如冒險在颱風天外出巡邏結果失蹤、未誠實承認自己破壞了琴的設計圖而造成其他救援小隊成員受到懷疑、不顧波力的勸阻在水塔旁邊玩球結果讓球進入了水塔內。儘管如此，有時候卻能發揮聰明，想出一些令人意想不到的點子來幫助救援小隊解決問題。
主要工作為檢查鎮上的緊急電話，除此之外通常都是幫忙做一些差事。由於是能飛的成員 (和運輸機卡利為僅有的兩架航空器)，所以經常利用其飛行技能幫助救援小隊尋找目標。
雖然擁有與眾不同的飛行技能，但是也曾經羨慕其他成員有輪子能夠在地面上行駛，因此與阿旅用螺旋槳交換輪子，但是最後卻發生了意外。也許是因為技能的不同，和其他成員的關係較為疏遠。
興趣是拍照，拍照的工作經常由他負責，並總是非常熱衷。
琴（配音員：日：下屋則子／台：連思宇）
救援小隊的領導人，女性。同時也是發明家，興趣是從事發明研究，會發明出各種神奇的道具，如金屬探測器、閃電防護罩、隱形雷射光。這些道具可以幫助救援小隊完成各種工作，不過有時也會造成事故。
生活有些散漫，常常忘東忘西，或是把自己的工作區域搞得一團亂。
性格較為情緒化，對於很多大小事的反應都非常敏感，經常和赫利吵架，而且會為他好幾次闖的禍大發雷霆。

### 其他角色
布魯諾(Bruner)（台：王辰驊／港：陳冠宏）
推土機。
波克(Poke)
挖土機。
麥斯(Max)（台：張至超）
壓路機。
唐普(Dump)（台：張騰（第1-3季）→馬伯強（第4季）／港：譚漢華）
卸貨車。
米契(Micky)（台：鈕凱暘）
水泥車。
工人先生(Mr. Builder)（台：張騰（第1-3季）→馬伯強（第4季））
負責鎮內工程的人，領導布魯諾、波克、麥斯、唐普和米契工作，與惠勒先生非常友好。
史普奇(Spooky)（台：孫若薇／港：黃啟明）
拖吊車。
克里尼(Cleany)（台：柯萱如／港：駱慧怡）
掃街車。
阿蓋(Cap)（台：張乃文）
計程車。
小郵(Posty)（台：孫若薇）
郵車。
校車哥哥(School-B)（台：連思宇）
校車。
史黛西(Stacey)（台：連思宇）
汽車充電站的經營人。
惠勒先生(Mr. Wheeler)（台：張騰（第1-3季）→馬伯強（第4季）／港：陳冠宏）
維修店的經營人，與工人先生非常好友。
貝兒小姐(Ms. Belle)（台：張乃文）
碼頭倉庫管理者。
泰瑞(Terry)（台：張騰（第1-3季）→馬伯強（第4季））
貨櫃車。
萊奇、萊提、萊飛(Leky, Lety, Lefy)（台：張至超（第1-3季）→鈕凱暘（第4季））
吊車。
萊奇(雷奇)是黃色的 很有責任心 在左邊
萊提(雷迪)是藍色的 很聰明 在右邊
萊飛(雷飛)是橙色的 力氣很大 在中間
赫利在第二季時 因為分不清吊車三兄弟 所以為了它們 編了歌曲
碼頭上住著吊車家的三兄弟
它們三個時常生活在一起
橙色的雷飛呀 他是個大力士 
藍色的雷迪呀 常常解決難題
黃色的雷奇呀 他很有責任心 
吊車三兄弟無時無刻生活在一起 
西西(Cici)（台：穆宣名）
貨櫃船。
蜜妮(Mini)（台：連思宇）
小型汽車，班尼和洛迪的朋友。也是慕斯堤的孫女
班尼(Benny)（台：柯萱如）
小型卡車。
洛迪(Rody)（台：孫若薇）
電動車。
穆斯堤先生(Mr. Musty)（台：鈕凱暘／港：黃啟明）
老爺車，蜜妮的爺爺。
胡波(Whooper)（台：張騰）
公車。
卡利(Carry)（台：鈕凱暘）
運輸機，登山救援小隊成員。
馬克(Mark)（台：馬伯強）
登山救援小隊成員。
巴奇(Bucky)（台：張騰）
登山救援小隊成員。
珊迪(Sandy)
越野汽車，沙漠救援小隊成員。
基頓(Keaton)
越野卡車，沙漠救援小隊成員。
佐力(Droney)
無人機，沙漠救援小隊成員。
船老大(Marine)（台：張騰（第1-3季）→鈕凱暘（第4季）／港：陳冠宏）
船。
小重(Lifty) （台：連思宇）
堆高機，經常令泰瑞又氣又憐。
泰坦(Titan)（台：張騰（第1-3季）→馬伯強（第4季））
大型自卸車。
阿旅(Camp)（台：張騰（第1-3季）→馬伯強（第4季））
旅行評論家。
布尼(Bruny)（台：孫若薇）
布魯諾的表弟，也是一台推土機。
特瑞奇(Tracky)（台：陳貞伃）
耕耘機。
崔諾(Trino)（台：張騰）
火車。

## 特別篇
在本作之外，還有數個以不同救援小隊成員為主角的特別篇系列，如以波力為主角、介紹交通安全的《Poli交通安全小將》；以羅伊為主角、介紹消防安全的《羅伊消防小英雄》與以安寶為主角、介紹日常安全的《安寶日常安全小將》。

## 播放電視台
| 國家 | 播放電視台 | 開播時間      |
| ---- | ---------- | ------------- |
|      | EBS TV     | 2011年2月28日 |
| 臺灣 | 東森幼幼台 | 2012年5月16日 |
| 日本 | 東京電視台 | 2013年4月6日  |
| 泰國 | CH9        | 2013年8月2日  |
| 香港 | ViuTV      | 2019年2月6日  |
| 越南 | Bibi TV    |               |
| 澳門 | 澳視澳門台 | 2024年8月12日 |

## 備註
1. ↑  港譯：安巴
2. ↑  港譯：海利
3. ↑  港譯：小娟
4. ↑  港譯：布魯尼
5. ↑  港譯：麥克斯
6. ↑  港譯：鄧普
7. ↑  港譯：米奇
8. ↑  港譯：彼德先生
9. ↑  港譯：凱普
10. ↑  港譯：波斯提
11. ↑  港譯：司富比
12. ↑  港譯：百樂小姐
13. ↑  港譯：特里
14. ↑  港譯：雷奇、雷迪、雷飛
15. ↑  港譯：絲絲
16. ↑  港譯：米妮
17. ↑  港譯：本妮
18. ↑  港譯：羅迪
19. ↑  港譯：馬林
20. ↑  港譯：瑞普提
21. ↑  港譯：坎普